# Playa de la Barrosa
La Barrosa es una playa española situada en Chiclana de la Frontera (Cádiz), en la Costa de la Luz. Dispone de 8 kilómetros de longitud, extendiéndose desde el acantilado que la separa de la playa de Sancti Petri hasta la  Loma del Puerco.

## La playa en la historia de España
El 5 de marzo de 1811 tuvo lugar en esta playa uno de los capítulos más importantes dentro de la Guerra de la Independencia Española, la batalla de Chiclana o de la Barrosa, en la que las tropas anglo-españolas vencieron a las francesas de Napoleón. De esta época se conservan la Torre Bermeja (situada sobre el acantilado que separa esta playa de la de Sancti Petri) y la Torre del Puerco, ubicada en la loma del mismo nombre, aunque esta última torre ya existía desde el siglo XVI. En el islote de Sancti Petri también se conservan murallas defensivas.

## Turismo
La playa de La Barrosa cuenta con numerosos hoteles de 4 y 5 estrellas, situados en grandes urbanizaciones, con una afluencia masiva de turistas provenientes de distintas partes de España y de otros países como Alemania o Reino Unido. Esto se debe, sobre todo, al clima de la zona, que goza de más de 300 días de sol al año, lo que la convierte en una de las playas españolas más visitadas.
Ha obtenido importantes distintivos de calidad por su gestión medioambiental. Contó con la Bandera Azul, distinción que otorga cada año una organización privada por su limpieza y por los múltiples servicios que ofrece. Esta playa ha recibido dicho galardón cada año desde que este se instauró, exceptuando 2011. También ha obtenido la Q de Calidad Turística, entre otros galardones.

## Estructura

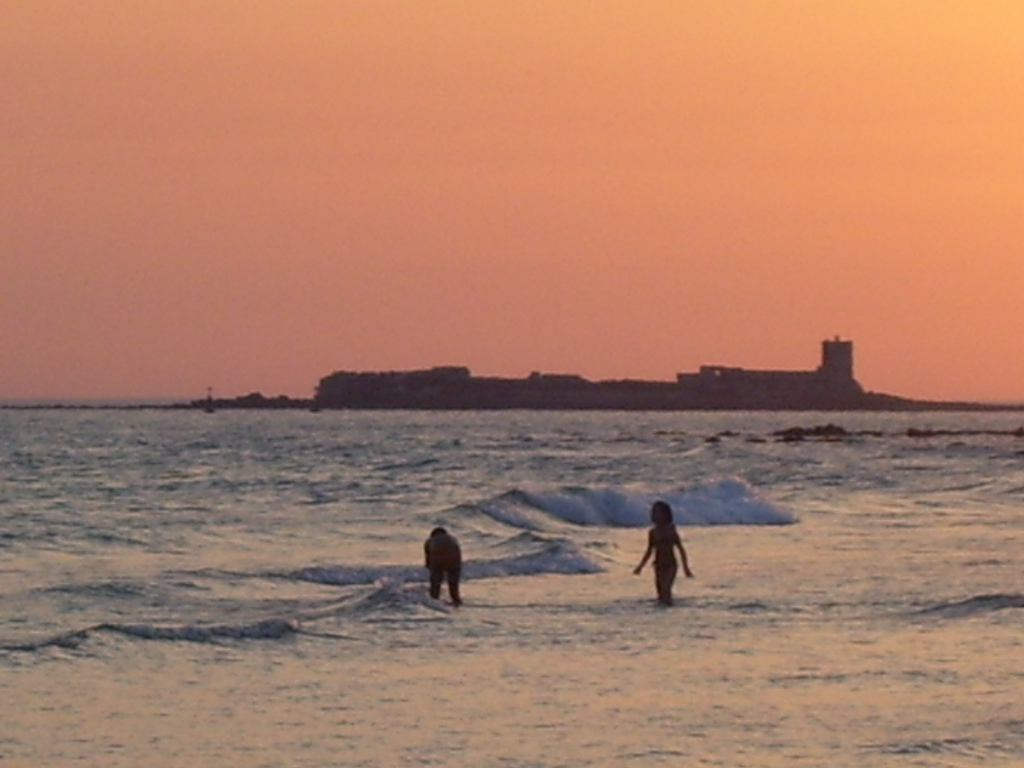
El castillo de Sancti Petri desde la playa de la Barrosa.

Debido a su extensión, popularmente se diferencian tres partes, conocidas como "Primera, Segunda y Tercera Pista":
La Primera Pista de la Barrosa se caracteriza por tener un largo paseo marítimo, que cuenta con tiendas, restaurantes, lugares de ocio y zonas ajardinadas. Hasta el 2009 tuvo una gran piedra que la hacía inconfundible, y que fue arrastrada por un temporal. 
La Segunda dispone de zonas residenciales, y la Tercera Pista es la que se corresponde con la playa de la urbanización Novo Sancti Petri, en la que se encuentra la mayor parte de los hoteles de la costa chiclanera. Alrededor de 20 hoteles de 4 y 5 estrellas, que suman en total más de 12.000 plazas hoteleras, hacen de esta urbanización el punto neurálgico del turismo en la provincia de Cádiz y en toda la Costa de la Luz. 
Esta urbanización también dispone de zonas comerciales y deportivas. Destaca el campo de golf Novo Sancti Petri, diseñado por Severiano Ballesteros, que fue inaugurado en diciembre del año 1990 por Don Juan de Borbón. Más reciente es la urbanización Loma de Sancti Petri, que es una continuación de la anterior y que podría incluirse como en una Cuarta Pista. La zona de costa correspondiente a ambas urbanizaciones aún conserva las dunas y la vegetación autóctona. 
Este enclave turístico y respetuoso con el medio ambiente forma unos paisajes muy característicos de esta playa, así como las puestas de sol tras el Castillo de Sancti Petri, y los paseos por la Vereda Pinares de La Barrosa